# إيه إس نويكاتارو
إيه إس نويكاتارو (بالإيطالية: A.S. Noicattaro Calcio)‏ هو نادي كرة قدم إيطالي يقع في نويكاتارو، بوليا. كانت ألوانه سوداء وحمراء.